# Hukowicze
Hukowicze – wieś w Polsce położona w województwie podlaskim, w powiecie hajnowskim, w gminie Czyże.
W latach 1975–1998 miejscowość administracyjnie należała do województwa białostockiego.
Obok miejscowości przepływa niewielka rzeka Łoknica, dopływ Narwi.
Wieś w 2011 roku zamieszkiwało 57 osób.
Prawosławni mieszkańcy wsi należą do parafii Wniebowstąpienia Pańskiego w Klejnikach, a wierni kościoła rzymskokatolickiego do parafii Matki Bożej z Góry Karmel w Bielsku Podlaskim.